# Carlos Sáenz de Tejada
Carlos Sáenz de Tejada y de Lezama (Tánger, Marruecos, 22 de junio de 1897-Madrid, 23 de febrero de 1958) fue un pintor, cartelista, figurinista, decorador e ilustrador español, identificado con la producción artística del bando sublevado en la guerra civil española. Su estilo fue ecléctico, desde el costumbrismo a la épica naturalista de estética fascista, incluyendo ocasionalmente experimentaciones vanguardistas de carácter neocubista.

## Biografía

### Ascendencia familiar
Era hijo del diplomático Carlos Sáenz de Tejada y Groizard y de María de Lezama González del Campillo; su familia proviene de la vieja aristocracia o nobleza de provincias fuertemente arraigada en la Rioja Alavesa que, desde la crisis del Antiguo Régimen en el primer tercio del siglo XIX, había perdido la preeminencia de su estatus social de rentistas, viéndose en la obligación de incorporarse al ejercicio de una profesión. Los Sáenz de Tejada optaron, preferentemente, por la carrera consular y diplomática, la abogacía, el periodismo, la literatura o incluso la política.

### Formación
Inició su aprendizaje en Orán con Daniel Cortés (1908). Se traslada a Madrid en 1911, donde entró en el taller de José María López Mezquita, dirigido posteriormente por Fernando Álvarez de Sotomayor. En 1916 pasa a la Real Academia de Bellas Artes de San Fernando, donde recibiría clases, entre otros, de Joaquín Sorolla. Desde muy joven publicó ilustraciones en La Libertad, La Esfera, Nuevo Mundo, Elegancias, Aire Libre, Revista de Occidente, Aspas y Alfar. Fue seleccionado para el Salón de Otoño de 1924 (donde también exponían José Gutiérrez Solana y Pablo Picasso) y para la Exposición de la Sociedad de Artistas Ibéricos de 1925 (Parque del Retiro de Madrid).
Pensionado por la Junta para Ampliación de Estudios, viajó a París para estudiar pintura mural. Allí trabajó de forma intermitente en el periodo 1926-1935, ilustrando para Robe, Femina, Jardin des Modes, Harper's Bazaar y Vogue, además de diseñar los carteles del espectáculo de baile de La Argentinita y los decorados escenográficos de montajes de la ópera Carmen y el Bolero, de Ravel. Trabajó en varias editoriales, como La Pléyade, Chiffrin o Draegger, y colaboró con publicaciones de Londres, Berlín y Nueva York. Sus figurines y dibujos de moda difundieron la imagen femenina estilizada y deportiva propia de la modernidad de los años treinta, de forma similar a lo que contemporáneamente hacía Rafael de Penagos. 
En 1935 regresó a Madrid, donde realizó ilustraciones para ABC y Blanco y Negro, y diseñó un cartel para el Círculo de Bellas Artes.
El hecho de pasar las vacaciones veraniegas en su casa familiar de la localidad alavesa de Laguardia (donde sería nombrado hijo adoptivo en 1938 —algunas biografías le dan por nacido allí—) y sus simpatías por el carlismo hicieron obvia su adhesión al golpe de Estado de julio de 1936.

### Guerra y posguerra
Durante la guerra alcanzó un gran protagonismo artístico, a partir del momento en que el general Jordana encontró unos dibujos de tema bélico destinados a la revista inglesa Sphere (también había enviado dibujos a la revista francesa L'Illustration). Incorporado al Servicio de Prensa y Propaganda del Ejército Nacional en Salamanca, su obra pasó a ser un referente iconográfico del bando rebelde; y se utilizaron para ilustrar libros de importancia capital: el Poema de la bestia y el ángel, de José María Pemán (1938), y la Historia de la Cruzada Española, de Joaquín Arrarás (1940-1944).
En la posguerra continúa su obra en artes gráficas, ilustrando las publicaciones de las delegaciones de Prensa y Propaganda (revista Vértice, de San Sebastián, 1937-1943); restaura obras de arte para la Diputación Foral de Álava y desarrolla un amplio programa de muralismo en distintos edificios públicos de Vitoria, en el Valle de los Caídos y en el Instituto de Investigaciones Agronómicas de la Universidad Complutense de Madrid. Cada año entre 1939 y 1950 ilustró el calendario del Banco Central. Ejerció la dirección artística de La Moda en España (1943-1947) y de la Editorial Fournier en 1948.
Obtuvo plaza de profesor de pintura mural en la Escuela de Artes y Oficios Artísticos de Madrid (1941-1950) y la cátedra de ilustración en la Escuela Superior de Bellas Artes de San Fernando (1942-1958).
Durante 1947 realiza las ilustraciones de libros como Don Juan Tenorio, de José Zorrilla; El bosque animado, de Wenceslao Fernández Flórez, y Zogo-Ibi, de Enrique Larreta. Este mismo año recibe la medalla de oro en la Exposición Nacional de Artes Decorativas. 
En 1949 consigue el Premio de Dibujo en el Concurso de Dibujos y Grabados de Escenas y Libros Militares. 
En 1950 ilustra Los intereses creados, de Jacinto Benavente; recibe la Medalla de Plata de Bellas Artes, y es nombrado presidente de la Asociación de Dibujantes. 
En 1951 trabaja en bocetos y figurines para el Teatro Español y organiza, con la Asociación de Dibujantes, el I Salón de Ilustradores. 
En 1955 recibe la Primera Medalla en la Exposición Nacional de Bellas Artes y es nombrado vocal del Consejo de Cultura de la Diputación Foral de Álava.
En 1957 ilustró Platero y yo, de Juan Ramón Jiménez.

## Trascendencia
Tras dedicársele una exposición antológica en Vitoria en 1967, la obra de Sáenz de Tejada pasó por una época de olvido, intensificada con la llegada de la democracia. Desde principios del siglo XXI ha recibido, de nuevo, un cierto reconocimiento.
La mejor colección de su obra es propiedad de la Caja Vital.
El Ayuntamiento de Vitoria le dedicó en 1977 una calle entre Abendaño y Bustinzuri.